# Тириар, Жан
Жан-Франсуа Тириар (фр. Jean-François Thiriart, 22 марта 1922 — 23 ноября 1992) — бельгийский политик-националист, геополитик, представитель идеологии «Третьего пути» или «Третьей позиции».

## Биография
Жан-Франсуа Тириар родился в Брюсселе 22 марта 1922 года, в семье, придерживавшейся социал-демократических и антиклерикальных убеждений. Вместе с тем, Тириар впоследствии характеризовал свою семью как буржуазную. Тириар утверждал, что его фамилия имеет германскую этимологию и происходит от имени «Теодорих». Взяв пример со своего отца, оптика по образованию, Тириар поступает в Высшую техническую школу.
С 1936-37 гг. Тириар активно участвует в бельгийской политике, в рядах организаций «Объединённые молодые социалисты», «Антифашистский социалистический союз» и других движений левого толка. Во время оказания международной поддержки Испанской республике он примыкает к группе Пьера Вермейлена, молодого адвоката, принадлежавшего к социалистической партии, но стоявшего на гораздо более левых позициях, чем большинство его однопартийцев. Вермейлен, после начала войны эмигрировавший в Лондон, в 1945 г. выступил адвокатом Тириара, представшего перед бельгийским Военным Судом. После 1945 г. Пьер Вермейлен неоднократно занимал пост министра в правительстве Бельгии.
В 1939 г., к моменту заключения пакта Молотова — Риббентропа Тириар активно работает в левых пацифистских движениях. После начала Второй мировой Тириар присоединяется к организации Fichte Bund, объединению национал-большевистского толка, состоявшему в основном из бывших активистов Коммунистической рабочей партии Германии (КРПГ). В частности, в «Fichte-Bund», входили бывшие лидеры национал-большевистской фракции в КРПГ Фриц Вольфхайм и Генрих Лауфенберг. В сфере влияния «Фихте-бунда» находился и теоретик германского национал-большевизма Эрнст Никиш.
В 1940 г. Тириар становится членом группы «Друзья Великогерманского рейха» (фр. Les Amis du grand Reich Allemand) — организации, объединявшей бывших ультралевых активистов, поддерживавших коллаборационизм. В 1943 г. бельгийские эмигранты включают Жана Тириара в список людей, подлежащих ликвидации. Утверждалось, что «в течение короткого периода времени Тириар проходил некоторые виды специальной подготовки под руководством подполковника Скорцени».
После войны Тириар был приговорен к тюремному заключению по обвинению в коллаборационизме. После 3-летнего пребывания за решеткой он вышел на свободу. Свою роль в том, что заключение было недолгим, сыграла поддержка со стороны Пита Вермейлена и показания бельгийских коммунистов-подпольщиков, лично свидетельствовавших в пользу Тириара. В 1959 г. Тириар был полностью реабилитирован Брюссельским апелляционным судом. После освобождения он некоторое время работал по своей первой специальности — оптометристом.
Возвращение Жана Тириара к активной политической деятельности в 1960 г. совпало с прекращением бельгийского колониального присутствия в Конго. Тириар создает (формально оставаясь на вторых ролях) «Комитет действий по защите бельгийцев в Африке», и через некоторое время — «Движение гражданского действия» (фр. Mouvement d’Action Civique (MAC)). Если первоначально MAC ориентировалась на сохранение Бельгийского Конго (Заира) под колониальным контролем, то после начала мятежа в провинции Катанга полностью переключилась на поддержку сепаратиста Моиза Чомбе, которому удалось с помощью бельгийских военных вытеснить из провинции правительственные войска Патриса Лумумбы. Тириар назначается координатором международных связей MAC, и в частности налаживает связи с французской «Секретной армейской организацией» (OAS). Итогом совместной работы MAC и OAS стало создание в 1960 г. брюссельской «туристической конторы» Le Cagol, которая занималась отправкой европейских наемников для армии Чомбе.

## «Молодая Европа»
В 1962 г. Жан Тириар основывает организацию, первоначально задумывавшуюся как политическое крыло MAC — движение «Молодая Европа» (фр. Jeune Europe). К этому моменту Тириар переходит на позиции «общеевропейского национализма». Отделения «Молодой Европы» первоначально появляются во Франции, Испании и Италии, но в дальнейшем распространяются практически на всю Западную Европу — только за 1963 г. представительства Jeune Europe были созданы в Австрии, Германии, Португалии, Великобритании, Голландии и Швейцарии.
4 марта 1962 года в Венеции по инициативе бывшего вождя «Британского союза фашистов», а к тому времени лидера Юнионистского движения сэра Освальда Мосли созывается международная конференция, целями которой является координирование правых европейских движений по всей Европе и создание единого «Третьего Фронта» для борьбы как с «атлантистской угрозой» (олицетворяемой США и НАТО), так и с «красной угрозой Советов». Инициативу «юнионистов» поддержали «Молодая Европа» и MAC Тириара, а также «Итальянское социальное движение» и германская «Социалистическая имперская партия» Адольфа фон Таддена, который через некоторое время стал одним из основателей НДПГ. На Венецианской конференции была образована т. н. «Национальная партия Европы», однако этот проект оказался нежизнеспособным, во многом из-за несогласия Тириара с расистской и жестко антикоммунистической позицией фон Таддена. В своих воспоминаниях Тириар подчеркивает: «Мосли и я были европейцами, а Тадден — узким немецким националистом, архаичным антикоммунистом». Тогда же, под влиянием идей «юнионистов» о «пан-европейском социализме» и «Европе от Лиссабона до Владивостока» Тириар формирует свою идеологию, основной тезис которой заключается в необходимости объединения Европы в формате единой империи, которая могла бы стать независимой как от Соединенных Штатов, так и от СССР.
Определенное влияние на «третьепутные» идеи Тириара оказал американский философ-традиционалист и радикальный политик Фрэнсис Паркер Йоки, последователь Шпенглера, получивший известность после выхода книги «Imperium: философия истории и политики». В конце 1940-х Йоки создал первую в послевоенной Европе консервативно-революционную организацию «Фронт Европейского Освобождения» (ФЕО), ставшую прообразом для «Молодой Европы». Идеи «единой Европы», изложенные Йоки в его журнале «Фронтовик» («Front-fighter») и труде «Imperium» оказали значительное влияние на Тириара.
Если США Тириар рассматривал как «империю зла», стремящуюся полностью уничтожить identitaire europeen (европейскую сущность, европейскую идентичность), то в отношении СССР имелось несколько другое мнение — русских Тириар рассматривал как один из великих европейских народов, который порабощён не столько идеологией (коммунизмом), сколько политическим классом номенклатуры КПСС. Согласно Тириару, «США переняли английские антиконтинентальные и антиевропейские традиции». С другой стороны, «хочет того или нет, СССР является европейской державой». «На Дальнем Востоке геополитические границы Европы совпадают с границами России: Владивосток — это такой же европейский город, как Дублин или Рейкьявик. В истории Европы СССР унаследовал судьбу Германии». С периода «Юной Европы» началась американофобия европейских националистов, ставшая к сегодняшнему дню осевым мотивом всех европейских радикалов.
В политическом смысле сам Тириар и «Молодая Европа» стояли на позициях т. н. «европейского синдикализма» — политической концепции, которая была выдвинута на конференции в Венеции Отто Штрассером.
Большую роль (особенно в последний период деятельности «Молодой Европы») в формировании идеологии, строившейся на синтезе левых и правых идей, сыграл близкий друг Тириара, проживавший в Испании свергнутый президент Аргентины Хуан Перон, который ещё в конце 50-х, после Кубинской революции, стал рассматривать левое революционное движение как силу, способную свергнуть буржуазные режимы на всей планете, и прикладывал все усилия для того, чтобы «объединить революционный дух левых с традиционалистским духом правых».
Исходя из идеи объединения борьбы Европы и Третьего Мира против американского господства, Жан Тириар пытается апеллировать к «неприсоединившимся» режимам — в частности, он посетил Ближний Восток, где заручился поддержкой президента Египта Насера, и встречался с иракским лидером Ахмедом Хасаном аль-Бакром, предшественником Саддама Хусейна. Тириар испытывал симпатии к режиму Николае Чаушеску, который лидер «Молодой Европы» считал национал-коммунистическим. По аналогичным причинам Тириар одобрительно отзывался о маоистском Китае. В июне 1966 года Тириар встречался в Бухаресте с премьером Госсовета КНР Чжоу Эньлаем, с которым обсуждал перспективы «европейского освободительного движения».

## «Европейские освободительные бригады»
В 60-е годы Жан Тириар открыто декларировал приверженность идее вооруженной борьбы за «освобождение Европы от атлантизма». В 1963 г. в издаваемом «Молодой Европой» журнале Nouvelle Europe («Новая Европа») была сформулирована концепция создания сети «Европейских освободительных бригад», по образцу оперативной сети французской подпольной организации OAS. Целью должна была стать широкомасштабная партизанско-террористической борьбы против НАТО. В Италии идея Тириара была поддержана наиболее радикальными правыми группировками: «Новым порядком» (Ordine Nuovo) Пино Раути и Национальным авангардом (Avanguardia Nazionale) Стефано Делле Кьяйе.
В течение 1963-66 годов активистами «Молодой Европы» велась активная работа по подготовке к общеконтинентальной партизанской войне — создаются десятки военизированных лагерей (крупнейшие принадлежали ОАС и находились во франкистской Испании), ведётся активная пропаганда, разрабатываются оперативные планы атак на казармы и представительства НАТО. Планы, в том числе, предполагали одновременные убийства в нескольких крупных городах Европы большого количества полицейских, с последующим «идеологическим объяснением». «Молодая Европа» к тому моменту обладала (включая структуру ОАС) сравнительно большим количеством подготовленных ко всему боевиков (до 1 тыс. человек) и значительной тыловой структурой.
«В контексте европейской революции давайте теперь рассмотрим, как рабочую гипотезу, возможность вооружённого мятежа в центре континента против американских оккупантов… Тот, кто страшится такого поворота событий — трус, а не революционер. Он не европейский националист. Если есть цель — необходимо использовать все методы в её достижении. Если нам необходима Европа — мы должны сделать всё, для её завоевания. Поэтому сегодня в списке возможных сценариев развития событий, мы не должны исключать действий по организации в Европе второго Вьетнама» (Jean Thiriart, «L’Europe nous devrons la faire nous-meme», 1965).
Жану Тириару удается достигнуть определенных результатов в переговорах с представителями Народного фронта освобождения Палестины, однако это сотрудничество не приносит результата, вследствие чего в октябре 1968 г. около 150 боевиков Jeune Europe покинули Ближний Восток.
Кроме того, что «Молодой Европой» велась работа на Ближнем Востоке, европейскими боевиками были организованы десятки военизированных лагерей на самом континенте (в основном, во франкистской Испании) и широко поставлена пропагандистская работа в странах Варшавского Договора. Кроме того, вылазки хорватов-усташей в Югославию в 1968-69 годах (после которых были расстреляны несколько террористов во главе с Иваном Йеличем) были полностью организованы дочерней структурой Jeune Europe — итальянской Europa Civilta. Агенты «Молодой Европы» работали в Венгрии, Польше, Румынии, и других социалистических странах. Утверждается, что в сентябре 1969 года в Москве КГБ были арестованы агенты «Молодой Европы»: гражданин Италии, экс-активист Giovanne Europa Вальтенио Такки и его жена Тереза Маринуцци.
Однако, к концу 1960-х Тириар приходит к выводу, что идеи «европейской революции» не получают того распространения, на которое рассчитывает Jeune Europe, и что в данный момент организация независимой базы национальной революции в Европе невозможна.
В 1969 году «Молодая Европа» распалась, после чего Жан Тириар временно отошел от политической деятельности и занялся деловой и научной работой — он стал председателем Европейского общества оптометрии. Тириару был разрешен въезд в Швейцарию, Францию и Великобританию. По утверждению американского политолога Джорджа Дж. Майкла, в 70-е годы Тириар работал советником движения ФАТХ, составляющего основу Организации освобождения Палестины.

## «Евро-советская империя»
В конце 70-х годов взгляды Тириара претерпели некоторое изменение. Анализ геополитической ситуации привел его к выводу, что масштаб Европы уже не достаточен для того, чтобы освободиться от американской гегемонии. Следовательно, главным условием «европейского освобождения» является объединение Европы с СССР. От геополитической схемы, включающей три основные зоны, Запад, Европа, Россия (СССР), он перешел к схеме только с двумя составляющими: Запад и евразийский континент. При этом Тириар пришел к радикальному выводу о том, что для Европы лучше выбрать советский социализм, чем англосаксонский капитализм.
С начала 80-х Жан Тириар выступает в амплуа идеолога «Третьего пути». В своих работах он ратует за создание единого евразийского государства «от Исландии до Тихого океана», организованного по образцу якобинской республики — по его мнению, «империя» должна быть светским, унитарным государством ценрализованного типа, опирающемся на гражданскую нацию. По Тириару, «существование бесклассового общества может быть гарантировано лишь сверхмощью Государства».
Претерпевшие изменения идеи Тириара были изложены в книге «Евро-советская империя от Владивостока до Дублина», вышедшей в 1984 году. По мнению Тириара, СССР оставался последним независимым государством в Европе (рассматриваемой как пространство от Атлантики до советского Дальнего Востока), следовательно европейским странам нужно уступить Советскому Союзу политическую гегемонию для противостояния общему врагу — США, подобно тому, как Изократ призвал греков подчиниться македонцам ради общей борьбы с персами. По словам Тириара, «чтобы помешать рождению политической единой Европы, они делают все, что можно, например, чтобы сохранить её под опекой НАТО, посылают британского троянского коня, стерилизуют Европу, лишая её атомной промышленности, Наконец, они делают все возможное, чтобы избежать сближения СССР с Европой».
Социально-экономической основой «Евро-советской империи», по Тириару, должна стать разработанная Рене Дастье концепция коммунотаризма, базирующаяся на примате политики над экономикой, и предполагающая поддержку свободного производительного предпринимательства и подавление финансового капитала.
Тириар также строил свою политическую теорию на принципе «автаркии больших пространств» Фридриха Листа. По Тириару, полноценное стратегическое и экономическое развитие государства возможно только в том случае, если оно обладает достаточным геополитическим масштабом и большими территориальными возможностями. Применив этот принцип к актуальной ситуации, Тириар и пришел к выводу, что мировое значение государств Европы будет окончательно утрачено, если они не объединяться в единую империю, противостоящую США.
В последние годы Жан Тириар фактически вернулся к тем идеям, с которых началась его политическая эволюция. Он определяет себя как «европейского национал-большевика в традициях Эрнста Никиша, вдохновленного историческим примером Иосифа Сталина и Фридриха II Гогенштауфена». В программной работе «Сверхчеловеческий коммунизм» Тириар подчеркивает, что для создания единой антимондиалистской идеологии «необходимо осуществить синтез немарксистского коммунизма с нерасистским национал-социализмом». Накануне своей смерти, в 1992 г., Тириар приехал в Москву и общался с представителями российской патриотической оппозиции.